# Matilda of Hungary

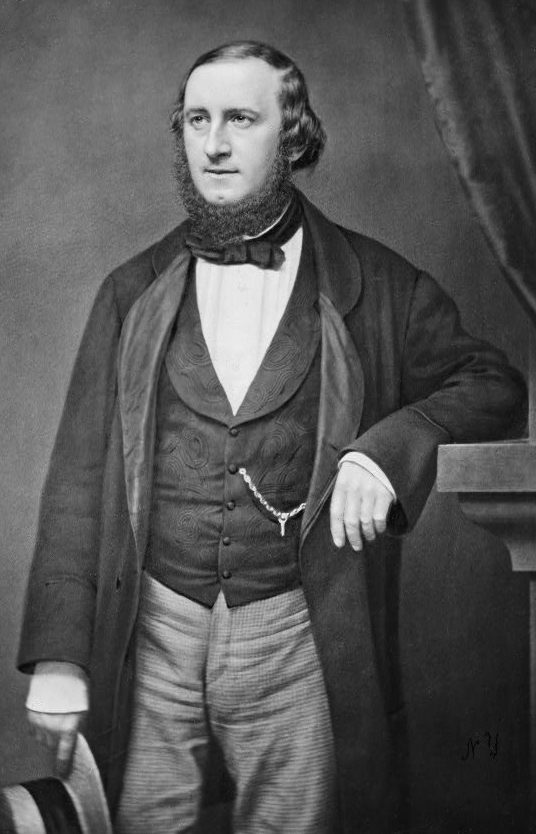
William Vincent Wallace

Matilda of Hungary är en opera i tre akter med musik av William Vincent Wallace och libretto av Alfred Bunn. Den hade premiär den 22 februari 1847 på Theatre Royal, Drury Lane i London med Emma Romer i titelrollen. Till skillnad från Wallaces första opera Maritana blev den ingen succé och försvann snabbt från repertoaren.

## Historia
Wallaces första opera Maritana hade satts upp 1845 under ledning av Alfred Bunn på Theatre Royal, Drury Lane och blivit en internationell succé. I hopp om att upprepa framgången skrev Bunn ett libretto, uppenbarligen baserat på en egenhändigt uppdiktad historia, om en påhittad drottning av Böhmen. Hjältens namn lånades från en 1400-talskung av Böhmen, Georg Podiebrad, men händelserna skildrade av Bunn saknar helt förankring hos den historiska figuren. Wallace komponerade stycket i en mer ambitiös musikstil än vad han hade gjort med Maritana och siktade mot stilen i grand opera.

## Uppsättningar
Operan hade premiär på Drury Lane den 22 februari 1847. Premiären var tänkt att gå av stapeln en vecka tidigare, men fick senareläggas i sista minuten då primadonnan Emma Romer blev sjuk. Förseningen orsakade stort missnöje hos en del av publiken, men väckte också allmän nyfiktenhet och den första föreställningen gavs inför en hänförd publik.
Trots ett tumultartat mottagande på premiärnatten lyckades stycket inte behaga publiken. I mars lade Bunn till en balett, Spanish Gallantries, som epilog. I april spelades Matilda endast en gång i veckan och andra uppsättningar, däribland en nypremiär av Maritana med samma ensemble, sattes upp de övriga dagarna. Efter april 1847 förekom inga fler annonser om operan i Londontidningarna.

## Personer
| Roller                                      | Röstläge | Premiärbesättning (Dirigent: Kompositören) |
| ------------------------------------------- | -------- | ------------------------------------------ |
| Greve Magnus, Premiärminister i Böhmen      | Baryton  | Conrado Borrani                            |
| Prins Ottokar, Statssekreterare             |          | S Jones                                    |
| Greve Ituriz, Överbefälhavare               |          | Mr Simmonds                                |
| Vladimir, en senator                        |          | Mr Howell                                  |
| George Podiebrad, en mährisk bergsklättrare | Tenor    | William Harrison                           |
| Mathias, en värdshusvärd                    | Bas      | Willoughby Weiss                           |
| Carl                                        |          | Mr T Mathews                               |
| Officer                                     |          | Mr Morgan                                  |
| Matilda av Ungern, Drottning av Böhmen      | Sopran   | Emma Romer                                 |
| Lillia, Matildas förtrogna                  | Sopran   | Rebecca Isaacs                             |

## Handling
Matilda av Ungern är drottning till kung Ladislaus av Böhmen. Han är försvunnen, antingen dödad till bortförd i strid av turkiska styrkor och i hans frånvaro försöket Matilda förhindra en falang inom hovet att erövra tronen. Efter att ha flytt från hovet tar Matilda sin tillflykt i berget jagad av premiärministern greve Magnus. I hopp om att själv erövra tronen föreslår Magnus drottningen ett giftermål men avvisas.
Magnus träffar på den unge bergsklättraren Podiebrad, som har en skrämmade likhet med den försvunne kungen, och övertalar honom att föreställa kungen. Podiebrad har räddat Matildas liv och förälskat sig i henne utan att känna till hennes rätta identitet. När han inser att hans älskade är drottning går han med på att låtsas vara kungen. Han tas emot av folket och av Matilda. Till en början tror hon verkligen att han är hennes make men när hon genomskådar bedrägeriet spelar hon med.
Som kung leder Podiebrad sina trupper till seger och blir otroligt populär hos folket. Greve Magnus inser att Podiebrad inte är den marionett han trott och tvingar värdshusvärden Mathias att försöka skjuta bedragaren. Mathias misslyckas och Magnus tar bedrägeriet till domstol. Podiebrad medger att han inte är den riktige Ladislaus men hyllas ända såsom kung av domstolen. Han kröns till kung av Matilda medan Magnus döms till döden.

## Musiknummer
Akt I
- 1. Kör: "May Heaven protect the Queen"
- 2. Sång – Mathias: "The Prophet his standard was rearing"
- 3. Recitativ och air – Podiebrad: "One day I wandered. … It was a form"
- 4. Cavatina – Magnus: "She comes in all her loveliness"
- 5. Duett: Drottningen och Magnus: "What? shall my bright and spotless crown"
- 6. Kör: "Before our Queen we kneel
- 7. Recitativ och duett – Podiebrad and Magnus: "What form is that … It is my queen"
- 8. Ballad – Podiebrad: "Adieu – fair land"
- 9. Final – Kör, Magnus och Podiebrad: "The soldier silently doth stand"

Akt II
- 10. Recitativ och air – Queen: "At length in absence mourned"
- 11. Kör: "This happy day we celebrate"
- 12. Kör: "Long live the King"
- 13. Kanon – Podiebrad, Magnus och Mathias: "The moment comes"
- 14. Barcaroll – Podiebrad: "Like waves which o'er the ocean"
- 15. Ballad – Podiebrad: "Gonve is the calmness"
- 16. Duet – Podiebrad och Magnus: "O vengeance – rage and shame"
- 17. Kör: "Thy fondest wish, they highest aim"
- 18. Romans – Drottningen: "They who would still be happy"
- 19. Duett – Podiebrad och drottningen: "This deep affront I did not need"
- 20. Final – Kör, Ottokar, Mathias, Lillia, Podiebrad, Magnus och drottningen: "The people, past assuaging"

Akt III
- 21. Recitativ – Lillia: "These halls of revels once the scene"
- 22. Ballad – Lillia: "A lovely youth, the mountain child"
- 23. Kör och Podiebrad: "Oh, welcome with shouts"
- 24. Romans – Drottningen: "In that devotion which we breathe"
- 25, Kör: "Suppress these giddy transports"[12]
- 26. Trio – Magnus, Podiebrad och Mathias: "To see my king"
- 27. Duett – Drottningen och Podiebrad: "What do I hear?"
- 28. Ensemble – Alla: "Here by our laws for justice"
- 29. Rondofinal – Drottningen: "One gentle heart"

Källa: libretto.